# Pachyrhizus erosus
A jícama, pelenga ou nabo-mexicano é uma planta leguminosa originária do México . É cultivada especialmente pelas suas raízes tuberosas, que são comestíveis. A origem da palavra jícama é do Nahuatl xīcama ou xīcamatl, que significa raiz aquosa. Após a conquista, a jícama foi levada pelos espanhóis para as ilhas Filipinas, de onde se espalhou para muitas partes da Ásia. No Equador, é conhecida pelo nome de jícama al yacón, uma planta comestível da família das Asteraceae.
Apresenta-se com uma forma de bolbo de cor castanha clara, mas não é um bolbo. A sua pele não é comestível. A polpa é suculenta, crocante e doce, com um leve sabor castanho. É comida crua em salada ou cozida, como uma batata.